# That's What Friends Are For
That's What Friends Are For est une chanson écrite par Burt Bacharach et Carole Bayer Sager.
Elle est interprétée par Rod Stewart en 1982 pour la bande originale du film Les Croque-morts en folie, mais elle est plus connue pour sa reprise de 1985 par Dionne Warwick, Elton John, Gladys Knight et Stevie Wonder. Cet enregistrement, présenté sous le nom « Dionne & Friends », est un single de charité pour la recherche et la prévention du SIDA. Succès retentissant, la chanson devient le single n°1 en 1986 aux États-Unis et elle remporte le Grammy Award de la meilleure prestation vocale pop d'un duo ou groupe.